# USA Basketball

USA Basketball é uma organização sem fins lucrativos e o principal órgão governativo do basquetebol nos Estados Unidos. Representa os Estados Unidos na FIBA, com as seleções masculina e feminina no Comitê Olímpico dos Estados Unidos. O presidente da organização é Jerry Colangelo e o diretor executivo é Jim Tooley.
Também tem a responsabilidade da seleção e de treinamentos de jogadores dos dois sexos para campeonatos internacionais, tais como Campeonato Mundial de Basquetebol, Jogos Olímpicos, Jogos Pan-americanos, Torneio das Américas e a Copa América de Basquetebol Masculino.